# Nuguš
Il Nuguš (in russo Нугуш?; in lingua baschira: Нөгөш) è un fiume della Russia europea orientale, affluente di destra della Belaja, nel bacino della Kama. Scorre nella Repubblica del Baškortostan nei rajon Išimbajskij, Burzjanskij, Meleuzovskij e Beloreckij.
Il fiume ha origine dai monti Jurmatau; nel suo alto e medio corso scorre con caratteristiche montane attraversando varie catene degli Urali meridionali mantenendo una direzione mediamente meridionale e sud-occidentale sino a immettersi nel bacino idrico (creato nel 1967) a monte del villaggio di Nuguš (Нугушское водохранилище). Continua poi in direzione occidentale e sfocia nella Belaja a 837 km dalla foce, a nord della città di Meleuz. Il principale affluente del Nuguš è l'Urjuk (lungo 91 km) proveniente dalla destra idrografica.
Il corso superiore del fiume passa attraverso la riserva naturale «Šul'gan-Taš». Il territorio del bacino idrico di Nuguš fa parte del Parco nazionale della Baschiria.